# Neurolyga lonsdalensis
Neurolyga lonsdalensis är en tvåvingeart som beskrevs av Jaschhof 2009. Neurolyga lonsdalensis ingår i släktet Neurolyga, och familjen gallmyggor. Arten är reproducerande i Sverige.